# Каррингтон, Эдмунд
Сэр Кодрингтон Эдмунд Каррингтон (англ. Codrington Edmund Carrington; 22 октября 1769, Линвуд, Хэмпшир — 28 ноября 1849, Эксмут, Девон) — английский юрист.
Эдмунд Каррингтон был сыном преподобного Кодрингтона Каррингтона — представителя аристократического рода, владевшего крупными плантациями на Барбадосе. Своим предком они считали сэра Майкла де Каррингтона, знаменосца Ричарда I Львиное Сердце. В 1801 году Каррингтон был посвящён в рыцари и назначен на должность верховного судьи на острове Цейлон, занимал её до 1806 года, затем был членом Палаты общин.
1 августа 1801 года, незадолго до отбытия на Цейлон, женился на Паулине Белли (1784—1823). 2 октября 1830 года он женился вторично — на Мэри Энн Кепел.
Издал «Inquiry into the Law relative to public assemblies of the people» (1819) и «Letter to the marquis of Buckingham on the condition of prisons» (1819).